# Leggi costituzionali italiane
Le leggi costituzionali italiane sono delle leggi costituzionali emanate dal 1947. Ad oggi sono 48, di cui 16 concernenti l'approvazione o la modifica degli statuti regionali a regime speciale.

## Generalità
Di queste 48 leggi costituzionali 3 furono approvate nel 1947 dall'Assemblea costituente e 5 furono approvate nel 1948 dalla stessa Assemblea (prorogata nei suoi poteri in forza della XVII disposizione transitoria pur dopo l'entrata in vigore della Costituzione), poiché il decreto legislativo luogotenenziale n. 98 del 16 marzo 1946, da intendere come una «costituzione provvisoria», attribuiva e riservava all'Assemblea la materia costituzionale, oltreché elettorale e di approvazione dei trattati internazionali. Queste 8 leggi costituzionali sono le uniche ad essere state sottratte al procedimento aggravato previsto dall'art. 138 della Costituzione (costituzione rigida).
Tutte le altre sono state approvate secondo il suddetto procedimento dal Parlamento italiano; esso impone a entrambe le Camere due approvazioni distanziate tra loro di almeno tre mesi e il raggiungimento, nella seconda di esse, della maggioranza qualificata dei due terzi dell'assemblea, ovvero della maggioranza assoluta ma con la necessità di sottoporre il progetto di legge all'approvazione del corpo elettorale nel referendum eventualmente richiesto.
Fino al 1970, in mancanza di una legge sul referendum, fu possibile solo l'approvazione a maggioranza qualificata; in seguito alcune leggi costituzionali furono approvate a maggioranza assoluta, ma furono promulgate ed entrarono in vigore alla semplice scadenza del termine per la proposizione del referendum, che non fu richiesto. Due leggi di revisione costituzionale sono state confermate in via referendaria mediante i referendum costituzionali del 2001 (G.U. serie generale n. 59 del 12 marzo 2001) e del 2020 (G.U. serie generale n. 240 del 12 ottobre 2019). Due progetti di legge costituzionale sono stati approvati dal Parlamento a maggioranza assoluta, ma non dal popolo, che li ha respinti mediante i referendum costituzionali del 2006 (G.U. serie generale n. 269 del 18 novembre 2005) e del 2016 (G.U. serie generale n. 88 del 15 aprile 2016).
A questa panoramica si deve aggiungere che il testo dello Statuto speciale del Trentino-Alto Adige fu compilato con decreto del Governo, a ciò autorizzato (senza facoltà di modifica o variazione) dalla legge costituzionale n. 1 del 10 novembre 1971.

## Cronologia delle leggi costituzionali italiane
| Leggi costituzionali approvate dall'Assemblea costituente nella vigenza del d.lgs.lgt. n. 98 del 16 marzo 1946                             | | |                       |          |                       |
| L.cost. | Rubrica | Revisione art. | Maggioranza           | G.U.     | Testo                 |
| 1/1947 | Proroga del termine di otto mesi previsto dall'art. 4 del decreto legislativo 16 marzo 1946, n. 98, per la durata dell'Assemblea Costituente                                                                                               | |                       | 44/1947  | Normattiva Wikisource |
| 2/1947 | Proroga del termine previsto dall'art. 4 del decreto legislativo 16 marzo 1946, n. 98, per la durata dell'Assemblea costituente | |                       | 137/1947 | Normattiva Wikisource |
| 3/1947 | Soppressione del Senato e determinazione della posizione giuridica dei suoi componenti | |                       | 256/1947 | Normattiva Wikisource |
| Leggi costituzionali approvate dall'Assemblea costituente nella vigenza della Costituzione                                                 | | |                       |          |                       |
| L.cost. | Rubrica | Revisione art. | Maggioranza           | G.U.     | Testo                 |
| 1/1948 | Norme sui giudizi di legittimità costituzionale e sulle garanzie d'indipendenza della Corte costituzionale | |                       | 43/1948  | Normattiva Wikisource |
| 2/1948 | Conversione in legge costituzionale dello Statuto della Regione siciliana | |                       | 58/1948  | Normattiva Wikisource |
| 3/1948 | Statuto speciale per la Sardegna | |                       | 58/1948  | Normattiva Wikisource |
| 4/1948 | Statuto speciale per la Valle d'Aosta | |                       | 59/1948  | Normattiva Wikisource |
| 5/1948 | Statuto speciale per il Trentino-Alto Adige | |                       | 62/1948  | Normattiva Wikisource |
| Leggi costituzionali approvate dal Parlamento nella vigenza della Costituzione ma non della legge sui referendum                           | | |                       |          |                       |
| L.cost. | Rubrica | Revisione art. | Maggioranza           | G.U.     | Testo                 |
| 1/1953 | Norme integrative della Costituzione concernenti la Corte costituzionale | |                       | 62/1953  | Normattiva Wikisource |
| 1/1958 | Scadenza del termine di cui alla XI delle disposizioni transitorie e finali della Costituzione | |                       | 79/1958  | Normattiva Wikisource |
| 1/1961 | Assegnazione di tre senatori ai comuni di Trieste, Duino Aurisina, Monrupino, Muggia, San Dorligo della Valle e Sgonico | |                       | 82/1961  | Normattiva Wikisource |
| 1/1963 | Statuto speciale della Regione Friuli-Venezia Giulia | |                       | 29/1963  | Normattiva Wikisource |
| 2/1963 | Modificazioni agli articoli 56, 57 e 60 della Costituzione | 56, 57, 60 |                       | 40/1963  | Normattiva Wikisource |
| 3/1963 | Modificazioni agli articoli 131 e 57 della Costituzione e istituzione della regione Molise | 57, 131 |                       | 3/1964   | Normattiva Wikisource |
| 1/1967 | Estradizione per i delitti di genocidio | |                       | 164/1967 | Normattiva Wikisource |
| 2/1967 | Modificazioni dell'articolo 135 della Costituzione e disposizioni sulla Corte costituzionale | 135 |                       | 294/1967 | Normattiva Wikisource |
| Leggi costituzionali approvate dal Parlamento nella vigenza della Costituzione e della legge sui referendum (l. n. 352 del 25 maggio 1970) | | |                       |          |                       |
| L.cost. | Rubrica | Revisione art. | Maggioranza           | G.U.     | Testo                 |
| 1/1971 | Modificazioni e integrazioni dello Statuto speciale per il Trentino-Alto Adige | | qualificata           | 3/1972   | Normattiva Wikisource |
| 1/1972 | Modifica del termine stabilito per la durata in carica dell'Assemblea regionale siciliana e dei consigli regionali della Sardegna, della Valle d'Aosta, del Trentino-Alto Adige, del Friuli-Venezia Giulia                                 | | assoluta              | 63/1972  | Normattiva Wikisource |
| 1/1986 | Modifica dell'articolo 16 dello statuto speciale per la Sardegna, approvato con la L.cost. 26 febbraio 1948, n. 3, concernente la definizione del numero dei consiglieri regionali                                                         | | qualificata           | 111/1986 | Normattiva Wikisource |
| 1/1989 | Modifiche degli articoli 96, 134 e 135 della Costituzione e della L.cost. 11 marzo 1953, n. 1, e norme in materia di procedimenti per i reati di cui all'articolo 96 della Costituzione                                                    | 96, 134, 135 | assoluta              | 13/1989  | Normattiva Wikisource |
| 2/1989 | Indizione di un referendum di indirizzo sul conferimento di un mandato costituente al Parlamento europeo che sarà eletto nel 1989, per la creazione di una "effettiva Unione" Europea.                                                     | | qualificata           | 80/1989  | Normattiva Wikisource |
| 3/1989 | Modifiche ed integrazioni alla L.cost. 1 del 1972, durata in carica dell'Assemblea regionale siciliana e dei consigli delle altre Regioni a statuto speciale. Modifica allo statuto speciale per la Valle d'Aosta                          | | assoluta              | 87/1989  | Normattiva Wikisource |
| 1/1991 | Modifica dell'articolo 88, secondo comma, della Costituzione | 88 | qualificata           | 262/1991 | Normattiva Wikisource |
| 1/1992 | Revisione dell'articolo 79 della Costituzione in materia di concessione di amnistia e indulto | 79 | assoluta              | 57/1992  | Normattiva Wikisource |
| 1/1993 | Funzioni della Commissione parlamentare per le riforme istituzionali e disciplina del procedimento di revisione costituzionale | | assoluta              | 186/1993 | Normattiva Wikisource |
| 2/1993 | Modifiche ed integrazioni agli statuti speciali per la Valle d'Aosta, per la Sardegna, per il Friuli-Venezia Giulia e per il Trentino-Alto Adige                                                                                           | | assoluta              | 226/1993 | Normattiva Wikisource |
| 3/1993 | Modifica dell'articolo 68 della Costituzione | 68 | qualificata           | 256/1993 | Normattiva Wikisource |
| 1/1997 | Istituzione di una Commissione parlamentare per le riforme costituzionali | | qualificata           | 22/1997  | Normattiva Wikisource |
| 1/1999 | Disposizioni concernenti l'elezione diretta del Presidente della Giunta regionale e l'autonomia statutaria delle Regioni | 121, 122, 123, 126 | qualificata           | 299/1999 | Normattiva Wikisource |
| 2/1999 | Inserimento dei principi del giusto processo nell'articolo 111 della Costituzione | 111 | qualificata           | 300/1999 | Normattiva Wikisource |
| 1/2000 | Modifica all'articolo 48 della Costituzione concernente l'istituzione della circoscrizione Estero per l'esercizio del diritto di voto dei cittadini italiani residenti all'estero                                                          | 48 | assoluta              | 15/2000  | Normattiva Wikisource |
| 1/2001 | Modifiche agli articoli 56 e 57 della Costituzione concernenti il numero di deputati e senatori in rappresentanza degli italiani all'estero                                                                                                | 56, 57 | assoluta              | 19/2001  | Normattiva Wikisource |
| 2/2001 | Disposizioni concernenti l'elezione diretta dei presidenti delle regioni a statuto speciale e delle province autonome di Trento e di Bolzano                                                                                               | | assoluta              | 26/2001  | Normattiva Wikisource |
| 3/2001 | Modifiche al titolo V della parte seconda della Costituzione | 114, 115 (abrogato), 116, 117, 118, 119, 120, 123, 124 (abrogato), 125, 127, 128 (abrogato), 129 (abrogato), 130 (abrogato), 132 | assoluta + referendum | 248/2001 | Normattiva Wikisource |
| 1/2002 | Legge costituzionale per la cessazione degli effetti dei commi primo e secondo della XIII disposizione transitoria e finale della Costituzione                                                                                             | | assoluta              | 252/2002 | Normattiva Wikisource |
| 1/2003 | Modifica dell'articolo 51 della Costituzione | 51 | assoluta              | 134/2003 | Normattiva Wikisource |
| 1/2007 | Modifica dell'articolo 27 della Costituzione, concernente l'abolizione della pena di morte | 27 | qualificata           | 236/2007 | Normattiva Wikisource |
| 1/2012 | Introduzione del principio del pareggio di bilancio nella Costituzione | 81, 97, 117, 119 | qualificata           | 95/2012  | Normattiva Wikisource |
| 1/2013 | Modifica dell'articolo 13 dello Statuto speciale della regione Friuli-Venezia Giulia, di cui alla legge costituzionale 31 gennaio 1963, n. 1                                                                                               | | qualificata           | 40/2013  | Normattiva Wikisource |
| 2/2013 | Modifiche all'articolo 3 dello Statuto della Regione siciliana, in materia di riduzione dei deputati dell'Assemblea regionale siciliana. Disposizioni transitorie                                                                          | | qualificata           | 41/2013  | Normattiva Wikisource |
| 3/2013 | Modifica degli articoli 15 e 16 dello Statuto speciale per la Sardegna, di cui alla legge costituzionale 26 febbraio 1948, n. 3, in materia di composizione ed elezione del Consiglio regionale                                            | | qualificata           | 50/2013  | Normattiva Wikisource |
| 1/2016 | Modifiche allo Statuto speciale della regione Friuli-Venezia Giulia, di cui alla legge costituzionale 31 gennaio 1963, n. 1, in materia di enti locali, di elettorato passivo alle elezioni regionali e di iniziativa legislativa popolare | | assoluta              | 184/2016 | Normattiva Wikisource |
| 1/2017 | Modifiche allo statuto speciale per il Trentino-Alto Adige/Südtirol in materia di tutela della minoranza linguistica ladina | | qualificata           | 291/2017 | Normattiva Wikisource |
| 1/2020 | Modifiche agli articoli 56, 57 e 59 della Costituzione in materia di riduzione del numero dei parlamentari | 56, 57, 59 | assoluta + referendum | 261/2020 | Normattiva            |
| 1/2021 | Modifiche all'articolo 58 della Costituzione in materia di elettorato per l'elezione del Senato della Repubblica | 58 | assoluta              | 166/2021 | Normattiva            |
| 1/2022 | Modifiche agli articoli 9 e 41 della Costituzione in materia di tutela dell'ambiente | 9, 41 | qualificata           | 44/2022  | Normattiva            |
| 2/2022 | Modifica all'articolo 119 della Costituzione, concernente il riconoscimento delle peculiarità delle Isole e il superamento degli svantaggi derivanti dall'insularità.                                                                      | 119 | assoluta              | 267/2022 | Normattiva            |
| 1/2023 | Modifica all'articolo 33 della Costituzione, in materia di attività sportiva. | 33 | qualificata           | 235/2023 | Normattiva            |